# EDV-Kaufmann
EDV-Kaufmann ist ein Ausbildungsberuf in Österreich. EDV-Kaufleute verkaufen Computer und Computerzubehör (Hardware, Software und elektronische Datenverarbeitungssysteme).

## Ausbildungsdauer
Die Ausbildung zum EDV-Kaufmann dauert in Österreich drei Jahre. Die Ausbildung erfolgt – wie bei Lehrberufen üblich – im dualen Ausbildungssystem. Dieses umfasst die betriebliche Ausbildung, die von einer schulischen Ausbildung begleitet wird.

## Aufgabengebiet
Zum Aufgabengebiet eines EDV-Kaufmanns gehört die Beratung von Kunden, die Behebung von Störungen und Fehlern sowie die Installation und Wartung von Hard- und Software. Im Verkauf bestellen sie Waren nach und sorgen für deren fachgerechte Lagerung. EDV-Kaufleute arbeiten im Team in Fachgeschäften des EDV-Handels oder in Fachabteilungen von Kaufhäusern und haben Kontakt zu Fachkräften aus anderen Abteilungen (z. B. Lagerhaltung, Rechnungswesen) und ihren Kunden.
Kenntnisse und Fertigkeiten
- Beratung von Kunden bei der Auswahl von Standardprodukten in Hardware, Software und elektronischen Datenverarbeitungssystemen unter Berücksichtigung technischer, kaufmännischer und rechtlicher Voraussetzungen
- Analysieren der Kundenanforderungen und Vorschlagen geeigneter elektronischer Datenverarbeitungssystemlösungen
- Anbieten von Service- und Betreuungskonzepten und Abstimmen auf Kundenwünsche
- Herstellen von Betriebsbereitschaft von Hardware, Installieren und Konfigurieren von Software sowie von einfachen Netzwerken
- Fehlersuche und Beheben einfacher Störungen
- Arbeiten mit Personalcomputern (auch in Netzwerken)
- Vorbereiten, Bereitstellen und Präsentieren des betrieblichen Sortiments an Waren- und Dienstleistungen
- Entgegennehmen von Bestellungen und Abwickeln von Kundenaufträgen, inklusive Rechnungslegung und Zahlungsverkehr
- Annehmen, Kontrollieren, Lagern und Pflegen der Waren, Inventarisieren der Bestände
- Abschließen von Kaufverträgen und Lizenzverträgen, Ausstellen von Verkaufsdokumenten wie  Garantiescheinen, Empfangsquittungen und sonstigen Unterlagen